# Pedro Conde Soladana
Pedro Conde Soladana (Castronuño, 1940) es un periodista, político y sindicalista español, aunque ya está apartado de la política y del sindicalismo.

## Biografía
Siendo trabajador de la FASA-Renault y estudiante de derecho y sociología, entra en contacto con Manuel Hedilla y se une al FNAL (Frente Nacional de Alianza Libre). Se afilia a la Confederación de Trabajadores Sindicalistas, y se mueve en el ámbito de la confrontación laboral, siendo detenido y encarcelado varias veces, siendo despedido temporalmente de su trabajo en Fasa-Renault. 
En mayo de 1975 es elegido presidente de la Junta de Mando de FE de las JONS, que se constituyó como Falange Española de las JONS (Auténtica) más tarde, a propuesta de Narciso Perales. 
Se retiró de la política, y ejerce como periodista, colaborando en diversos diarios y revistas. 
Es autor de FE de las JONS (Autentica) (Bilbao, Ediciones Albia, 1977) y Testimonio y desencanto: otra visión de la transición: la falange disidente (1978-1992) (Oviedo, Tarfe, 1996), con prólogo de Fernando Sánchez Dragó. 430 páginas.